# Early Forms (Von der Heydt-Museum)

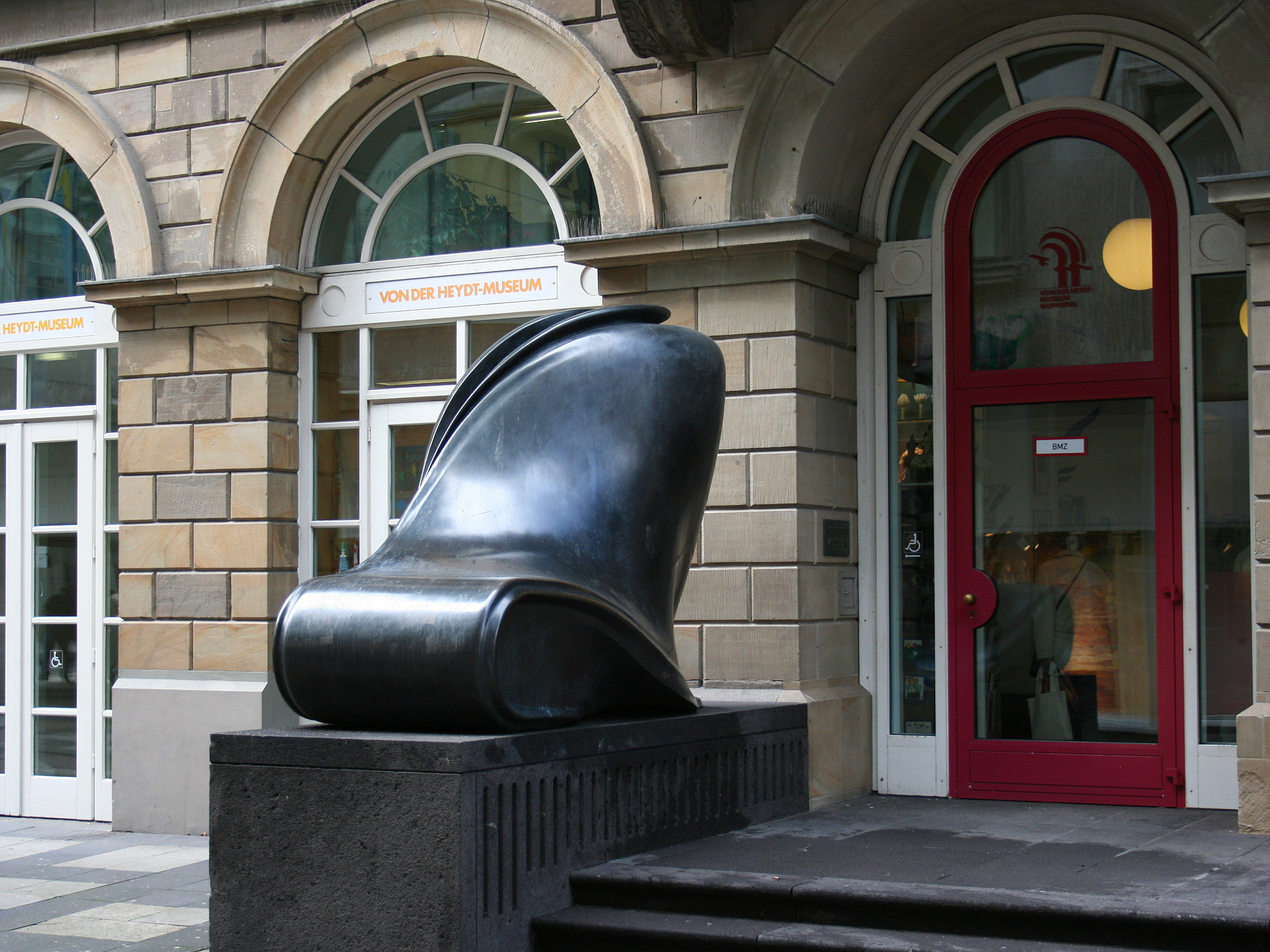
Tony Cragg: Early Forms – Amphore/Dose

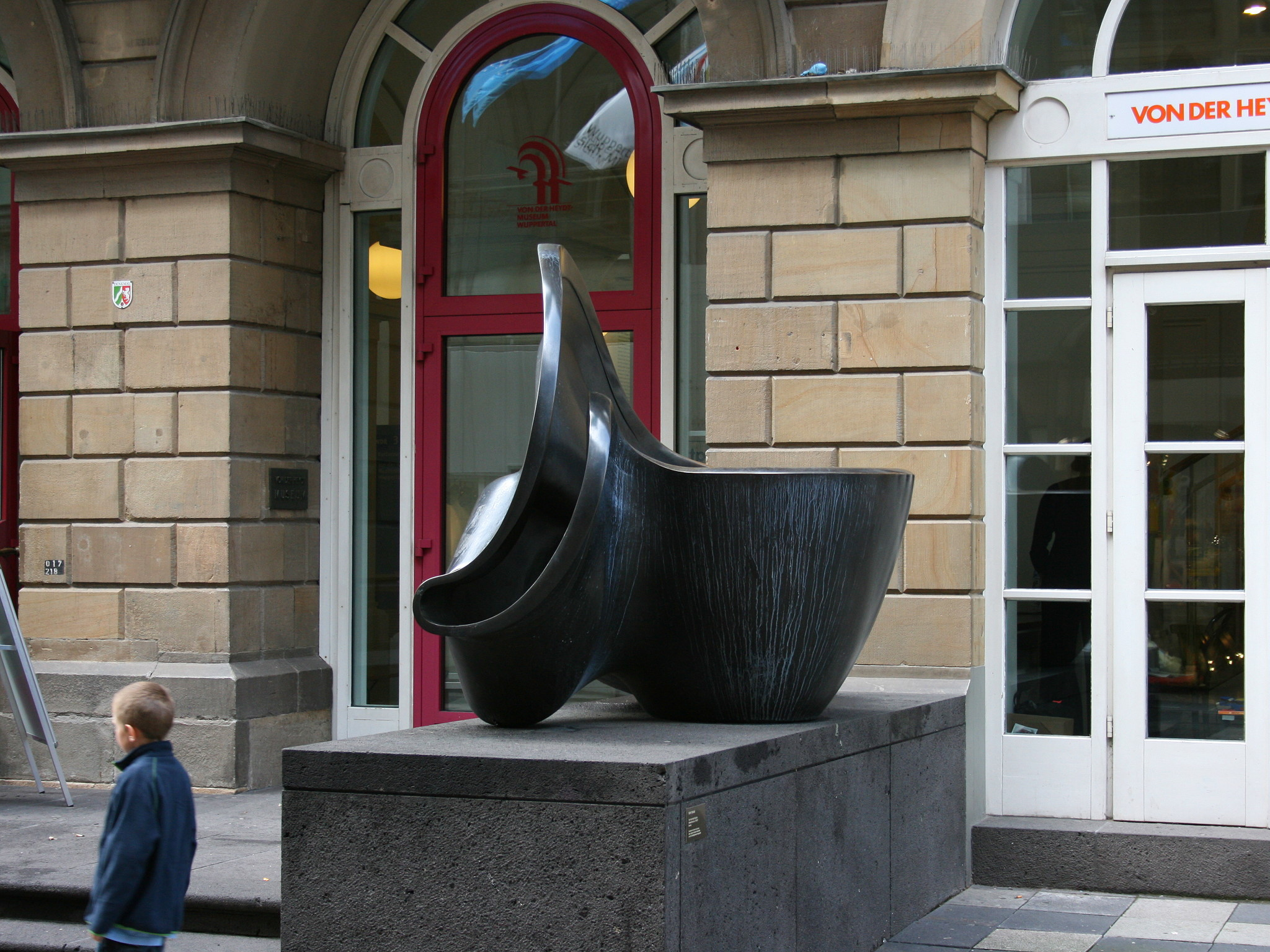
Tony Cragg: Early Forms – Mörser/Flasche

Early Forms ist die Bezeichnung von zwei Bronze-Skulpturen des britischen Bildhauers Tony Cragg von 1990/1991, die sich vor dem Eingang des Von der Heydt-Museums in Wuppertal befinden. Die beiden Skulpturen tragen zudem den Titel Von der Heydt-Skulpturen und die Einzelbezeichnungen Amphore/Dose beziehungsweise Mörser/Flasche. Sie gehören zu Craggs gleichnamiger Skulpturen-Reihe der Early Forms, die zwischen 1987/88 und dem Jahr 2000 entstand.

## Geschichte

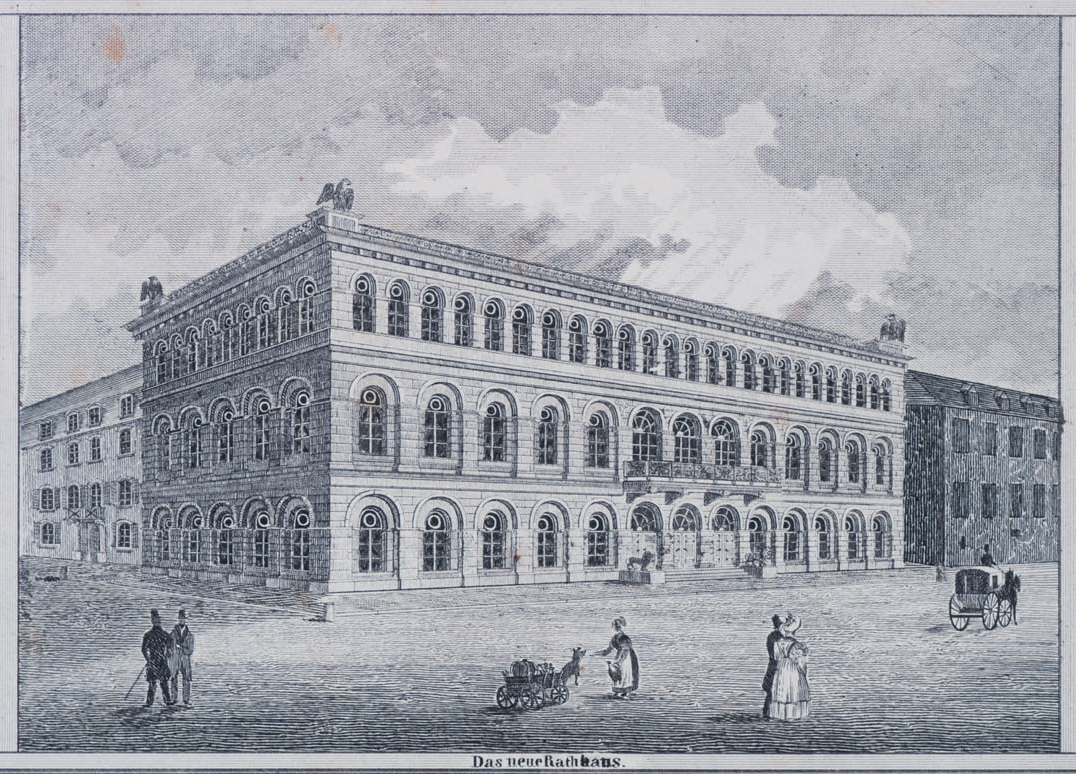
Altes Elberfelder Rathaus mit Löwenskulpturen vor dem Eingang, Lithographie von Henry Abbot, 1828

Die beiden Skulpturen Early Forms von Tony Cragg flankieren seit 1991 den Eingang des Wuppertaler Von der Heydt-Museums. Das Gebäude beherbergte ursprünglich das Alte Elberfelder Rathaus, vor dem sich bis 1877 zwei Bergische Löwen aus Bronze nach einem Entwurf von Christian Daniel Rauch befanden. Als das Von der Heydt-Museum zwischen 1985 und 1990 renoviert wurde, kam die Idee auf, die historischen Löwenskulpturen vor das Gebäude zurückzubringen. Die damalige Museumsdirektorin Sabine Fehlemann setzte sich dafür ein, statt der Löwenfiguren moderne Skulpturen aufzustellen. Eberhard Robke, Vorsitzender des Kunst- und Museumsvereins Wuppertal, unterstützte diese Idee. Als Künstler für die zu schaffenden Skulpturen wurde der in Wuppertal lebende Bildhauer Tony Cragg ausgewählt. Dieser skizzierte den Entwurf für die Early Forms „aus der freien Hand“, wie sich Robke später erinnerte. Danach entstanden in der Werkstatt des Künstlers die Modelle, nach denen anschließend in der Gießerei Kittl in Düsseldorf die Bronzeskulpturen gegossen wurden. Die beiden Skulpturen konnten mit finanzieller Unterstützung des Landes Nordrhein-Westfalen und der Stadtsparkasse Wuppertal zu einem Preis von 256.800 DM für das Von der Heydt-Museum erworben werden. Die Aufstellung der Kunstwerke fand am 17. März 1991 statt.

## Beschreibung
Die Early Forms auf den Podesten vor dem Eingang des Wuppertaler Von der Heydt-Museums sind zwei Bronzeobjekte mit den Abmessungen 165 cm × 140 cm × 256 cm und 203 cm × 112 cm × 259 cm. Messingtafeln an den Podesten der Skulpturen bezeichnen die Werke als Amphore/Dose beziehungsweise als Mörser/Flasche. Die beiden Gefäßdoppelformen gehören zu den frühen Arbeiten der Skulpturenreihe Early Forms und sind die ersten der Serie, die Cragg für den öffentlichen Raum schuf. Er beschrieb, welche Gedanken ihn Ende der 1980er Jahre zu dieser Reihe führte: „I realised that I was going to have to make objects in which the form makes itself apparent as an external skin.“ (sinngemäß: Ich erkannte, dass ich Gegenstände machen musste, in denen die Form als äußere Haut sichtbar wird.) Cragg schuf daraufhin Skulpturen, bei denen verschiedene Formen ineinander verschmolzen. Hierbei waren weder die ursprünglichen Bestandteile leicht erkennbar, noch konnten die neuen Formen als Gegenstände eindeutig identifiziert werden.
Die beiden Skulpturen vor dem Von der Heydt-Museum sind geformte Objekte, bei denen das Material aus einer unbekannten Ursprungsform gestreckt, gedehnt und verdreht erscheint, bis eine neue Form entstanden ist. Die Skulpturen sind gekennzeichnet durch eine glatte Oberfläche, fließende Konturen und jeweils einen durch Abkantungen betonten Spalt, der den Blick in den Innenraum ermöglicht. Die ehemalige Museumsdirektorin Sabine Fehlemann sah in den Early Forms vor dem Museum zum einen die Verschmelzung einer antiken Amphore mit einer Cola- oder Bierdose, zum anderen einen Mörser, der mit einer modernen Plastikflasche verbunden wurde. Für sie zeigte sich in den Skulpturen die Verschmelzung „von alt und neu bzw. von Museumsstück und Wegwerf-Objekt“. Fehlemann bezeichnete die beiden Skulpturen als „Schlüsselwerke“ für Tony Craggs Serie der Early Forms. Von den beiden Skulpturen gibt es einen zweiten Bronzeguss, der bereits 1989 entstand und sich in einer amerikanischen Privatsammlung befindet.